# Patrick Sercu
Patrick Sercu (Roeselare, 1944. január 27. – Brüsszel, 2019. április 19.) olimpiai bajnok belga kerékpárversenyző.

## Pályafutása
1964-ben részt vett a tokiói olimpiai játékokon. A Tour de France-on és számos kerékpárversenyen részt vett.

## Sikerei, díjai
- Olimpiai játékok – 1000 m időfutam
  - aranyérmes: 1964, Tokió